# Budziska (województwo lubelskie)
Budziska – wieś w Polsce położona w województwie lubelskim, w powiecie łukowskim, w gminie Adamów.
Wierni Kościoła rzymskokatolickiego należą do parafii Nawiedzenia Najświętszej Maryi Panny w Woli Gułowskiej.
W latach 1975–1998 miejscowość administracyjnie należała do województwa siedleckiego.
Wieś stanowi sołectwo w gminie Adamów. Według Narodowego Spisu Powszechnego z roku 2011 wieś liczyła 226 mieszkańców.

## Historia
Wieś z metryką sięgającą XV wieku.

Budziska – wieś w powiecie łukowskim. W r. 1569 leżą w parafii Przytoczno (także Przetoczno dawniej zwane Łysobyki).

Według registru poborowego z XVI wieku Stanisław Sobieski płaci tu od 14 półłanków zaś Jan Sobieski od 16 półłanków ½ łanu, 1 zagrodnika i folwarku. Wieś szlachecka położona była w drugiej połowie XVI wieku w ziemi stężyckiej.